# Acrotaphus ferruginosus
Acrotaphus ferruginosus är en stekelart som först beskrevs av Cresson 1865.  Acrotaphus ferruginosus ingår i släktet Acrotaphus och familjen brokparasitsteklar. Inga underarter finns listade i Catalogue of Life.